# Enchelycore bayeri
Enchelycore bayeri és una espècie de peix de la família dels murènids i de l'ordre dels anguil·liformes.

## Morfologia
Els mascles poden assolir els 70 cm de longitud total.

## Distribució geogràfica
Es troba des de les Illes Chagos i Reunió fins a les Illes de la Línia, les Illes de la Societat, les Illes Mariannes i la Gran Barrera de Corall.